# Agustín Pedro Justo
Agustín Pedro Justo, född 26 februari 1876, död 11 januari 1943, var en argentinsk statschef.
Agustín Pedro Justo var fortifikationsofficer, krigsminister 1922–1928 och blev 1930 generalinspektör för armén. Tillsammans med general José Félix Uriburu ledde Justo revolutionen i september 1930 mot Hipólito Yrigoyen och valdes i november 1931 till statspresident för tiden 1932–1938. Justo stödde sig på den konservativa oligarkin och armén. Hans styrelse var framgångsrik, och Argentina upplevde under hans presidentperiod en sällsynt ekonomisk blomstring.